# Geonoma piscicauda
Geonoma piscicauda är en enhjärtbladig växtart som beskrevs av Carl Lebrecht Udo Dammer. Geonoma piscicauda ingår i släktet Geonoma och familjen Arecaceae. Inga underarter finns listade i Catalogue of Life.